# Johan George Spalburg
Johan George Spalburg (Paramaribo, 20 juli 1866 - aldaar, 5 december 1917) was een Surinaams onderwijzer in dienst van de Evangelische Broedergemeente Suriname. Hij was muzikaal begaafd, kreeg les van Johannes Nicolaas Helstone en was directeur van het muziekgezelschap Zelfoefening (1892). Hij werkte enige maanden als onderwijzer in de gemeente Charlottenburg aan de Boven-Cottica en vertrok in 1896 naar de Aukaners op Drietabbetje aan de Tapanahony om er een school op te zetten. Tijdens zijn verblijf daar schreef hij Eene Vrucht der Zending of "De Centraalschool" (1898), een Schets van de Marowijne en hare bewoners (1899), en hij hield een dagboek bij dat in 1979 door H.U.E. Thoden van Velzen en Chris de Beet werd uitgebracht onder de titel De Tapanahony-Djuka rond de eeuwwisseling. In 1900 keerde hij naar Paramaribo terug, waarmee aan het onderwijs onder de Aukaners een eind kwam. Dat jaar kwam bij Kersten zijn historische Tijdtafel der Evangelische Broeder-Gemeente in Suriname uit, 'uitsluitend bestemd voor leden der Evangelische Broeder-Gemeente'.
Spalburg en zijn vrouw hadden met hun christelijke school te Drietabbetje veel tegenwerking ondervonden. Bovendien hadden ze er malaria opgelopen, zodat ze er al na vier jaar weggingen. Spalburg werd vervolgens benoemd tot onderwijzer in Albina. Tijdens een verblijf in Nederland in 1912 schreef hij zijn om zijn Creools folklorisme interessante boekje Bruine Mina de koto-missi, dat in 1913 te Paramaribo verscheen. In 1911 verscheen nog De Evangelische Broedergemeente in Suriname, Souvenir.